# Anna Greuze
Pour les articles homonymes, voir Greuze.
Anne Geneviève Greuze, dite Anna Greuze, est une artiste peintre française, spécialiste des scènes de genre et des portraits, née le 16 avril 1762 à Paris et morte dans la même ville le 6 novembre 1842

## Biographie
Anne Geneviève Greuze est la fille du célèbre peintre de genre Jean-Baptiste Greuze. Beaucoup de ses œuvres ont dû être vendues sous le nom de son père.
Lors de la création des maisons d'éducation de la Légion d'honneur par Napoléon, elle tente en vain, avec l'appui de Girodet, d'y obtenir un poste de maîtresse de dessin,.
Ses oeuvres sont conservées, entre autres, au musée du Louvre (L'Enfant à la poupée) et au Nationalmuseum à Stockholm (Mère et enfant avec un oiseau).
Elle est inhumée avec son père et sa sœur Louise Gabrielle Greuze (morte le 10 avril 1812) au cimetière de Montmartre.

## Galerie

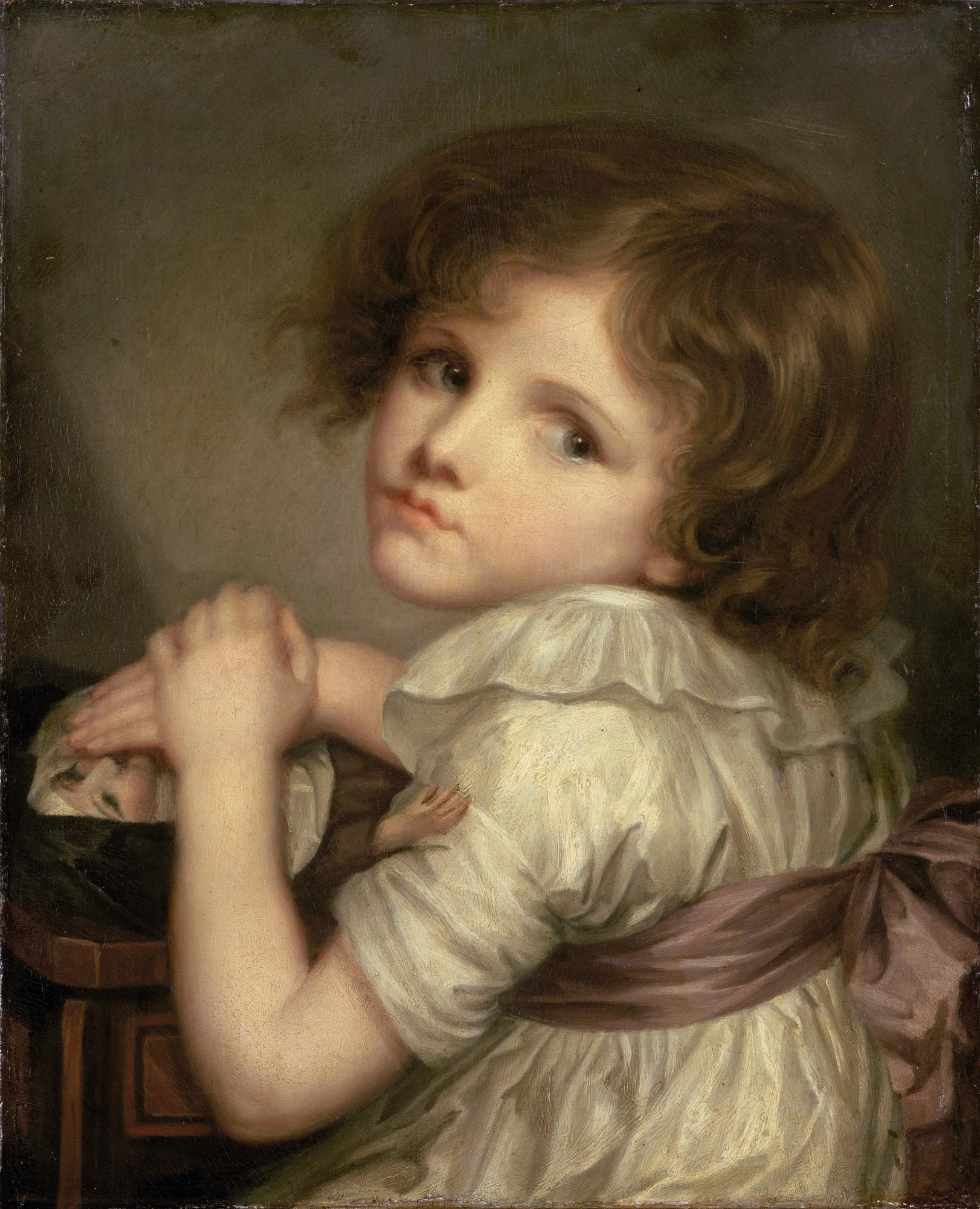
L'Enfant à la poupée, huile sur toile, 47 × 38 cm (Paris, musée du Louvre).
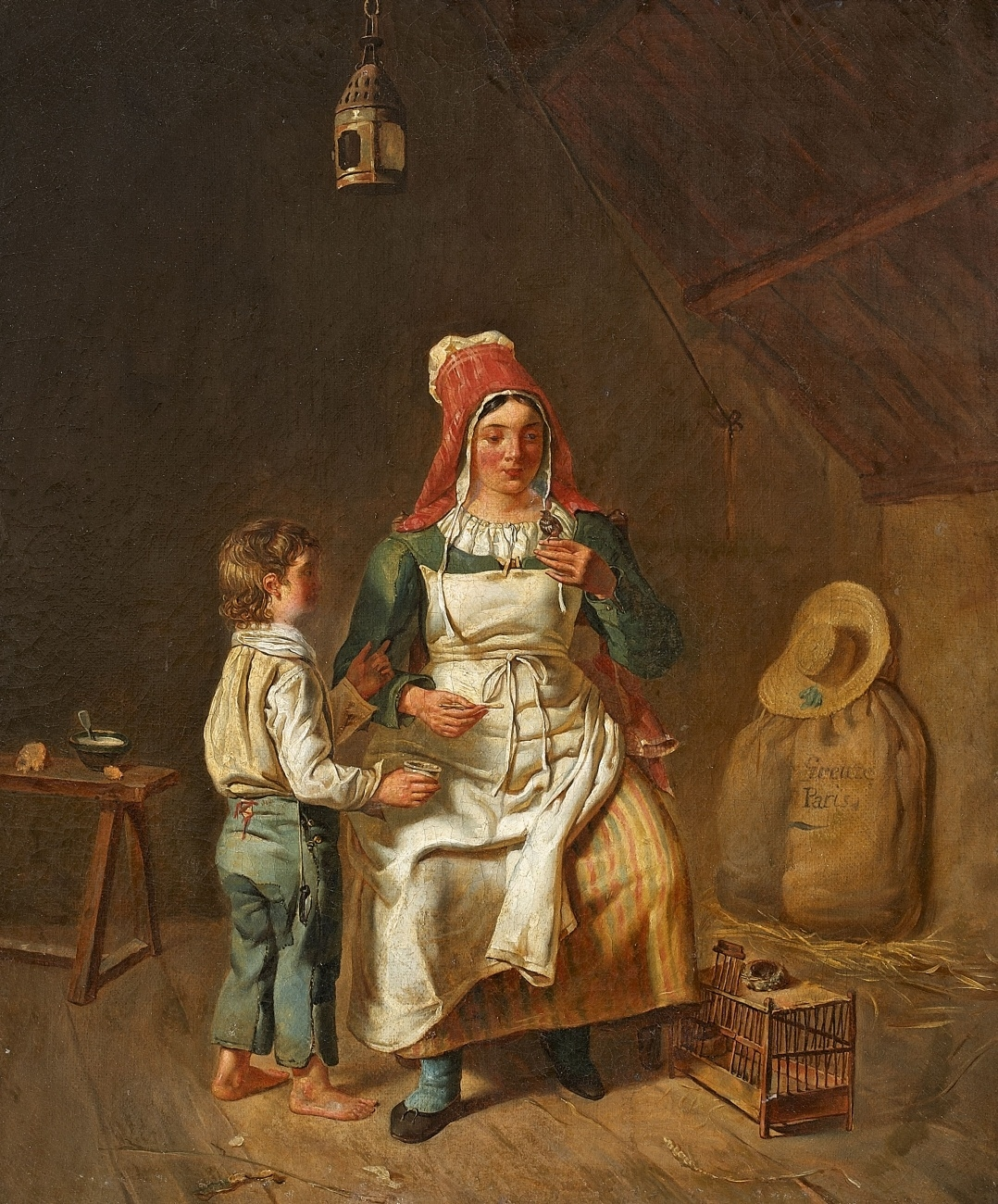
Une mère et un fils nourrissant un oiseau, huile sur toile, 45,4 × 37,5 cm (Stockholm, Nationalmuseum.
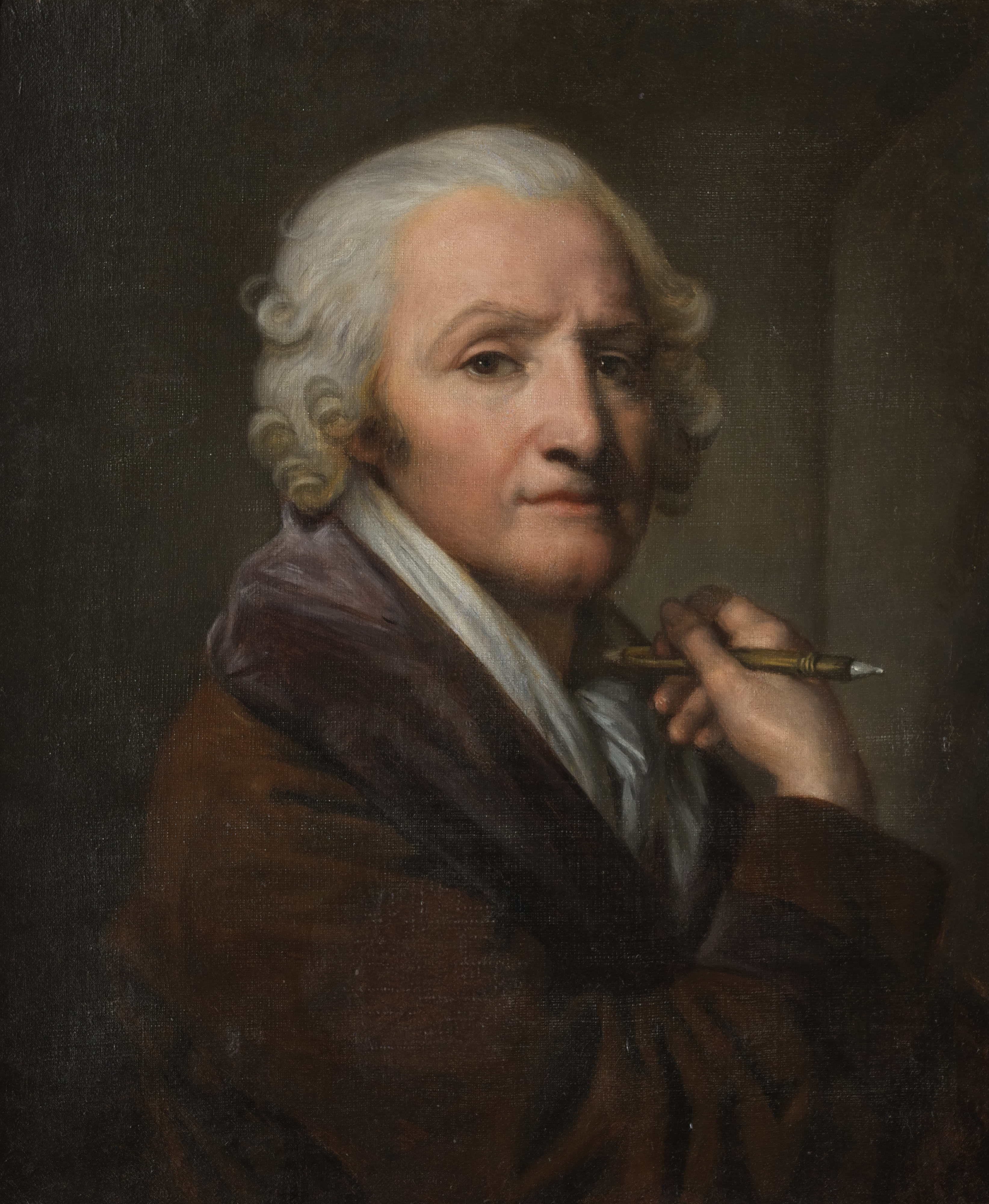
Portrait de Jean-Baptiste Greuze, huile sur toile, 54 × 46,5 cm, copie par Anna Greuze d'un autoportrait de son père, vers 1804-1805.